# 本能のハイキック!
本能のハイキック!（ほんのうのハイキック）は、2002年4月20日から同年9月21日にフジテレビで放送されていたバラエティ番組。毎週土曜日深夜26時～28時台（日曜日未明の2時～4時台）に2時間10分の間生放送で行われていた。

## 主な出演者

### 司会
- 吉岡美穂
- 極楽とんぼ（加藤浩次、山本圭壱）
- 深澤里奈（当時、フジテレビアナウンサー）

### レギュラー
- 永井大
- GAKU
- ハローバイバイ
- おぎやはぎ
- 劇団ひとり
- キングコング
- G★MENS
- 加藤鷹

### 本能ガールズ
- 折原みか
- 藤川のぞみ
- 大湯美穂（現・みほ）
- 伊織
- 田中美保（第1回のみ）
- 他、無名のグラビアアイドルが10名前後出演していた。

## 概要
- 「お笑い」と「お色気」をメインにした番組。生放送ならではのハプニングの数多く発生した。
- 毎回若手芸人1組がコーナーのメインを任され、ロケなどを行っていた。
- 加藤浩次は吉岡や本能ガールズらに対し遠慮のない暴言を連発し、狂犬ぶりを発揮していた。
- 山本圭壱はその日の広島カープの試合経過を紙芝居で伝えるコーナーを強引に行い、他の出演者に嫌がられていた。
- 加藤鷹はゲストの歌手・音楽グループとトークするコーナーを持っていたが、番組末期になるとAV女優の川奈まり子をゲストに招くなど過激さを増した。ハローバイバイが加藤のアダルトビデオ撮影現場に潜入し、加藤の勃起待ちで収録が中断する場面がVTRで放送されたことも。
- 6月29日放送では、加藤がTBSのサッカーワールドカップキャスターとして大阪市に滞在していた関係で、キングコングを除く出演者が大阪市にある梶原雄太の狭い実家から生中継した。キングコングはこれを知らず2人だけ東京のスタジオで出演した。途中で中継回線が切れてしまい、暫くキングコングのフリートークで繋ぐハプニングも発生。
- この番組で加藤鷹とキングコングが共演した（また梶原がコントで加藤のパロディを演じていた）縁から、加藤が「はねるのトびら」に2度ゲスト出演した。
- 「めちゃ×2イケてるッ!」（8月24日放送）で、サッカーワールドカップのチケットを入手した極楽とんぼの片山マネージャー（当時）が、岡村隆史にチケットを譲る交換条件として「本能のハイキック!」への出演を依頼した。岡村は了承したものの、結局出演は実現しなかった。
- 当時ワタナベエンターテインメントに所属していたお笑いコンビG★MENSのメンバー・静岡茶っぱの妻の両親が芸人の仕事に反対しており、義父母を説得するための企画が何度か放送された、最終回では彼を応援するFAXを募集し、目標の1000通を超えたため芸人続行が決定。しかし、結局番組終了後の2002年末にコンビは解散した。
- 放送設備工事などで放送休止となることが多かった。また過激な内容に視聴者の苦情が多かった番組であった。

## 備考
- 番組の初回、本来ならレギュラー出演していく予定だった田中美保が加藤の暴言により翌週以後出演しなくなり、それがトラウマとなり、以来バラエティー番組に出演しないという状態となったが、2013年6月15日に同局で放送した「めちゃ×2イケてるッ!」で11年2か月ぶりに加藤と共演した[2][3]。
- 本番組が放映終了した17年後、梶原のYouTubeチャンネルに出演した山本は「番組放映中の時期に、あるスタッフによる楽屋内窃盗事件が発生しており、自身が主にその被害を受けた。」と述懐している[4]。ちなみにこのことは同時期に放送されていた「めちゃ×2イケてるッ!」の「単位上等!爆走数取団」の第24回でも本人自ら暴露している。